# Parafia Miłosierdzia Bożego w Woli Rzędzińskiej
Parafia Miłosierdzia Bożego w Woli Rzędzińskiej – parafia rzymskokatolicka, znajdująca się w diecezji tarnowskiej, w dekanacie Tarnów Wschód. 